# انتفاضات الأرض
انتفاضات الأرض هي جمعية سياسية فرنسية للدفاع عن البيئة. أسست في يناير 2021، فهي تعارض الاستيلاء على الأراضي وتحارب بعض مشاريع استصلاح الأراضي، لا سيما "الأحواض الضخمة" والطرق السريعة، أو حتى مشروع خط ليون-تورين عال السرعة. تقوم بأعمال العصيان المدني و تخريب البنى التحتية الصناعية التي تعتبرها ملوثة.

## المطالب والإجراءات

### الأنصار
سرعان ما انضم إلى انتفاضات الأرض نشطاء من منظمات بيئية أخرى، مثل التمرد ضد الانقراض أو شباب من أجل المناخ. العديد من الجمعيات والنقابات والتجمعات البيئية، لا سيما اتحاد الفلاحين، و جمعية فرض الضرائب على المعاملات المالية وعمل المواطن (ATTAC)، أو ألترناتيبا، أو حتى نقابة التضامن العمالية.
نصت مذكرة المعلومات التي نشرتها جريدة Lundi matin في نهاية مارس 2023، على مايلي "وهكذا نجحت فرق العمل المناضلة في إقناع و توحيد أفراد ذوي سمات و أساليب مختلفة للغاية، على نفس الأهداف، من خلال الانتقال إلى التعبير عن الممارسات النضالية، بحيث تكون متكاملة".
وتعترف الشرطة للنشطاء على أنهم بارعون و أذكياء و يتواصلون بشكل جيد، حيث أصبحت الجمعية تلعب دورًا رئيسيًّا في الاحتجاج البيئي المتطرف، وكسبت تعاطف المثقفين والجمعيات والنقابات لخلق حركة حقيقية.
وقد كانت جمعية انتفاضات الأرض تتكون في البداية أساسًا من نشطاء من اليسار المتطرف.
وتشير المعلومات الاستخباراتية إلى انضمام نشطاء من منظمات بيئية مثل " تمرد ضد الانقراض " التي أصيبت بخيبة أمل من المظاهرات وأعمال العصيان المدني التي اعتبرتها عقيمة وتميل إلى التطرف،  فانتقلت من العصيان المدني إلى المقاومة المدنية. خاصة بعد المظاهرة الأولى ضد "حوض ضخم" من سانت سولين في أكتوبر 2022  حيث اتهم وزير الداخلية جيرالد دارمانين المنظمين بـ "الإرهاب البيئي".

### المطالب

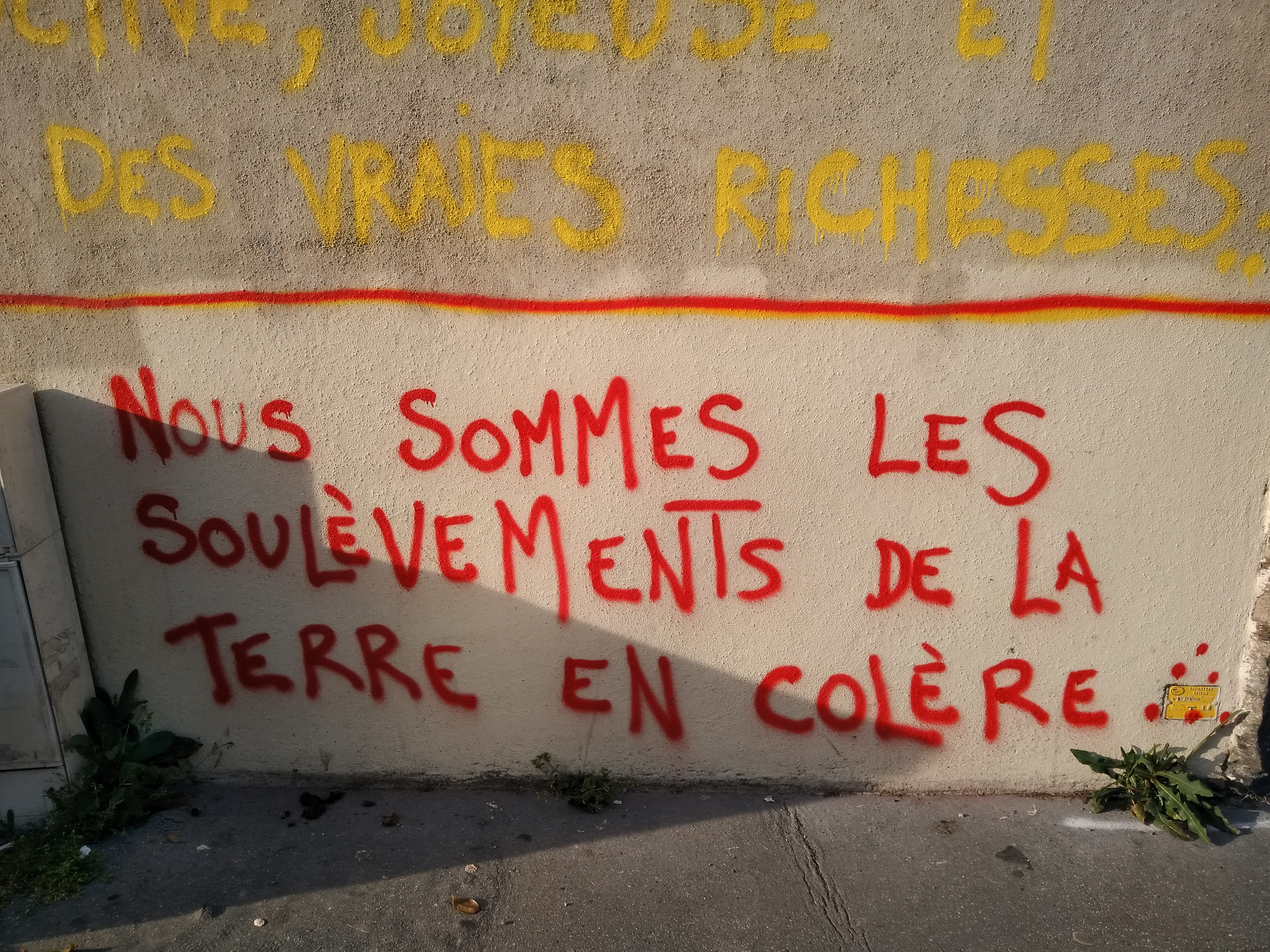
الكتابة على الجدران في نانت ، " نحن انتفاضات الأرض الغاضبة »، بداية أبريل 2023.

انتفاضات الأرض تعارض « الاستيلاء على العقارات والخرسانة ». تحارب المجموعة أيضًا الصناعة الفلاحية والاستيلاء على الأراضي وتريد الدفاع عن "المياه" كمكتسب عمومي  و تعتبر مسألة الأرض والعقار مسألة مركزية في جميع عمليات التعبئة وأنشطة المنظمة  حيث يندّدون ببعض البنى التحتية على أنها «أسلحة الدمار الشامل للحياة».
و تشير كورين ليباج، وزيرة البيئة السابقة، في لوبوان إلى المسؤولية السياسية لإيمانويل ماكرون. حيث يشير إلى دلك موقف الرئيس بشعاره "اجعل كوكبنا رائعًا مرة أخرى" وكارثة اتفاقية المواطنين للمناخ من الغسل الأخضر.
وعلى إثر مواجهة حالة الطوارئ المناخية وانتقاد التقاعس المناخي للحكومة الفرنسية، يتحول بعض النشطاء إلى التطرف في محاولة لإسماع صوتهم, ,.
وقد نظمت الحركة بين يناير 2021 ومارس 2023، حوالي عشرين نشاطًا.